# 木村孝
木村 孝（きむら たかし、1958年9月18日 - ）は、大阪府東大阪市出身の元プロ野球選手（外野手）・コーチ。
日本ハムファイターズに在籍した木村悟は実弟。

## 来歴・人物
近大附高では3年次の1976年、夏の府大会準決勝に進出するが、山村勝彦のいた大鉄高に延長10回敗退。高校卒業後は1977年に近畿大学へ進学し、関西六大学野球リーグでは4年次の1980年春季リーグで優勝を経験。直後の全日本大学野球選手権大会では準決勝で駒大に敗れる。大学の1年下に三塁手の篠崎宏道がいた。
同年のドラフト3位で日本ハムファイターズに入団。2年目の1982年には主に左翼手として46試合に先発出場、岡持和彦らと定位置を争う。3年目の1983年に二村忠美が入団するとポジションを譲るが、その後も外野の準レギュラーとして先発・守備固め・代走など幅広く起用される。1987年限りで現役引退。
引退後は日本ハムでスカウト（1988年, 1994年 - 2014年）、二軍外野守備走塁コーチ（1989年 - 1993年）を務めた。スカウト時代の後期には、大学の後輩に当たる糸井嘉男などの獲得に尽力した。
2014年限りで日本ハムを退団したことを機に、学生野球資格の回復に向けて講習会を受講。回復の目途が立ったことから、2015年2月1日付で愛知学院大学監督に就任。実際には2015年3月4日付で日本学生野球協会から回復を認定されたため、同年の愛知大学野球春季リーグ戦の直前から指導を開始。そのリーグ戦でチームを優勝に導くと、全日本大学野球選手権大会に出場した。監督時代の教え子で、卒業後にNPB入りを果たした選手に、大藏彰人がいる。
しかし、2018年の春季リーグ戦直前に、複数の野球部員による部内での不祥事が発覚。その責任を取る格好で、同リーグ戦の期間中のみ、指導を自粛した。後に指導を再開したが、2019年2月6日付で監督を退任。同校OBで、巨人の投手・スカウトであった益田明典が、木村と同じ経緯で監督職を引き継いだ。

## 詳細情報

### 年度別打撃成績
| 年 度     | 球 団     | 試 合 | 打 席 | 打 数 | 得 点 | 安 打 | 二 塁 打 | 三 塁 打 | 本 塁 打 | 塁 打 | 打 点 | 盗 塁 | 盗 塁 死 | 犠 打 | 犠 飛 | 四 球 | 敬 遠 | 死 球 | 三 振 | 併 殺 打 | 打 率 | 出 塁 率 | 長 打 率 | O P S |
| --------- | --------- | ----- | ----- | ----- | ----- | ----- | -------- | -------- | -------- | ----- | ----- | ----- | -------- | ----- | ----- | ----- | ----- | ----- | ----- | -------- | ----- | -------- | -------- | ----- |
| 1981      | 日本ハム  | 100   | 34    | 29    | 16    | 6     | 2        | 0        | 0        | 8     | 0     | 7     | 1        | 2     | 0     | 0     | 0     | 3     | 8     | 0        | .207  | .281     | .276     | .557  |
| 1982      | 日本ハム  | 112   | 200   | 184   | 25    | 43    | 4        | 1        | 3        | 58    | 19    | 13    | 6        | 4     | 1     | 7     | 0     | 4     | 33    | 3        | .234  | .276     | .315     | .591  |
| 1983      | 日本ハム  | 78    | 79    | 76    | 14    | 23    | 4        | 0        | 1        | 30    | 6     | 7     | 3        | 0     | 0     | 1     | 0     | 2     | 12    | 0        | .303  | .329     | .395     | .724  |
| 1984      | 日本ハム  | 91    | 102   | 85    | 17    | 19    | 1        | 1        | 2        | 28    | 8     | 3     | 5        | 7     | 0     | 7     | 0     | 3     | 23    | 0        | .224  | .305     | .329     | .635  |
| 1985      | 日本ハム  | 82    | 37    | 32    | 12    | 5     | 0        | 0        | 0        | 5     | 6     | 3     | 1        | 1     | 1     | 3     | 0     | 0     | 12    | 0        | .156  | .222     | .156     | .378  |
| 1986      | 日本ハム  | 8     | 0     | 0     | 3     | 0     | 0        | 0        | 0        | 0     | 0     | 0     | 0        | 0     | 0     | 0     | 0     | 0     | 0     | 0        | ----  | ----     | ----     | ----  |
| 1987      | 日本ハム  | 1     | 0     | 0     | 0     | 0     | 0        | 0        | 0        | 0     | 0     | 0     | 0        | 0     | 0     | 0     | 0     | 0     | 0     | 0        | ----  | ----     | ----     | ----  |
| 通算：7年 | 通算：7年 | 472   | 452   | 406   | 87    | 96    | 11       | 2        | 6        | 129   | 39    | 33    | 16       | 14    | 2     | 18    | 0     | 12    | 88    | 3        | .236  | .288     | .318     | .605  |

### 記録
- 初出場：1981年4月5日、対南海ホークス前期1回戦（後楽園球場）、8回表に左翼手として出場
- 初安打：1981年8月14日、対南海ホークス後期7回戦（大阪スタヂアム）、8回表に山内和宏から
- 初先発出場：1981年8月29日、対西武ライオンズ20回戦（西武ライオンズ球場）、9番・中堅手として先発出場
- 初打点：1982年5月27日、対ロッテオリオンズ前期12回戦（川崎球場）、1回表に三宅宗源から
- 初本塁打：1982年6月14日、対阪急ブレーブス前期10回戦（阪急西宮球場）、2回表に永本裕章から逆転3ラン

### 背番号
- 32 （1981年）
- 9 （1982年 - 1987年）
- 89 （1989年 - 1994年）